# П'ятнадцять племен Уельсу
«П'ять королівських племен Уельсу» і «п'ятнадцять племен Гвінедду» відносяться до одного класу генеалогічного списку, який був складений валлійськими бардами в середині 15-го століття. Багато хто з провідних валлійських сімей свого часу міг простежити своє походження від «п'яти королівських племен Уельсу» або "п'ятнадцяти благородних племен Гвінедду. Проте це не означає, що списки є ідентичними.
Вперше згадується про п'ятнадцять племен Гвінеда в манускрипті валлійського поета Гутуна Овейна.
Основна ідея п'яти королівських і п'ятнадцяти благородних племен була пізніше використана збирачем антикваріату і генеалогом Філіпом Йорком як модель для його книги Royal Tribes of Wales(дослівно — «Королівські племена Уельсу») (1799).